# Arrondissement Condom
Das Arrondissement Condom ist eine Verwaltungseinheit des französischen Départements Gers innerhalb der Region Okzitanien. Verwaltungssitz (Unterpräfektur) ist Condom.
Im Arrondissement liegen sieben Wahlkreise (Kantone) und 162 Gemeinden.

## Wahlkreise
- Kanton Armagnac-Ténarèze
- Kanton Baïse-Armagnac (mit 13 von 15 Gemeinden)
- Kanton Fezensac (mit 7 von 33 Gemeinden)
- Kanton Fleurance-Lomagne
- Kanton Gimone-Arrats (mit 30 von 36 Gemeinden)
- Kanton Grand-Bas-Armagnac
- Kanton Lectoure-Lomagne

## Gemeinden
Die Gemeinden des Arrondissements Condom sind:
| 1. Arblade-le-Haut (32005)              | 2. Ardizas (32007)                | 3. Avensac (32021)                      | 4. Avezan (32023)                  |
| 5. Ayzieu (32025)                       | 6. Bajonnette (32026)             | 7. Bascous (32031)                      | 8. Beaucaire (32035)               |
| 9. Beaumont (32037)                     | 10. Béraut (32044)                | 11. Berrac (32047)                      | 12. Bétous (32049)                 |
| 13. Bivès (32055)                       | 14. Blaziert (32057)              | 15. Bourrouillan (32062)                | 16. Bretagne-d’Armagnac (32064)    |
| 17. Brugnens (32066)                    | 18. Cadeilhan (32068)             | 19. Campagne-d’Armagnac (32073)         | 20. Cassaigne (32075)              |
| 21. Castelnau d’Auzan Labarrère (32079) | 22. Castelnau-d’Arbieu (32078)    | 23. Castelnau-sur-l’Auvignon (32080)    | 24. Castéra-Lectourois (32082)     |
| 25. Castéron (32084)                    | 26. Castet-Arrouy (32085)         | 27. Castex-d’Armagnac (32087)           | 28. Catonvielle (32092)            |
| 29. Caupenne-d’Armagnac (32094)         | 30. Caussens (32095)              | 31. Cazaubon (32096)                    | 32. Cazeneuve (32100)              |
| 33. Céran (32101)                       | 34. Cézan (32102)                 | 35. Cologne (32106)                     | 36. Condom (32107)                 |
| 37. Courrensan (32110)                  | 38. Cravencères (32113)           | 39. Dému (32115)                        | 40. Eauze (32119)                  |
| 41. Encausse (32120)                    | 42. Espas (32125)                 | 43. Estang (32127)                      | 44. Estramiac (32129)              |
| 45. Flamarens (32131)                   | 46. Fleurance (32132)             | 47. Fourcès (32133)                     | 48. Gaudonville (32139)            |
| 49. Gavarret-sur-Aulouste (32142)       | 50. Gazaupouy (32143)             | 51. Gimbrède (32146)                    | 52. Gondrin (32149)                |
| 53. Goutz (32150)                       | 54. Homps (32154)                 | 55. L’Isle-Bouzon (32158)               | 56. La Romieu (32345)              |
| 57. La Sauvetat (32417)                 | 58. Labrihe (32173)               | 59. Lagarde (32176)                     | 60. Lagardère (32178)              |
| 61. Lagraulet-du-Gers (32180)           | 62. Lalanne (32184)               | 63. Lamothe-Goas (32188)                | 64. Lannemaignan (32189)           |
| 65. Lannepax (32190)                    | 66. Lanne-Soubiran (32191)        | 67. Larée (32193)                       | 68. Larressingle (32194)           |
| 69. Larroque-Engalin (32195)            | 70. Larroque-Saint-Sernin (32196) | 71. Larroque-sur-l’Osse (32197)         | 72. Laujuzan (32202)               |
| 73. Lauraët (32203)                     | 74. Le Houga (32155)              | 75. Lectoure (32208)                    | 76. Lias-d’Armagnac (32211)        |
| 77. Ligardes (32212)                    | 78. Loubédat (32214)              | 79. Luppé-Violles (32220)               | 80. Magnan (32222)                 |
| 81. Magnas (32223)                      | 82. Maignaut-Tauzia (32224)       | 83. Manciet (32227)                     | 84. Mansempuy (32229)              |
| 85. Mansencôme (32230)                  | 86. Maravat (32232)               | 87. Marguestau (32236)                  | 88. Marsolan (32239)               |
| 89. Mas-d’Auvignon (32241)              | 90. Mauléon-d’Armagnac (32243)    | 91. Maupas (32246)                      | 92. Mauroux (32248)                |
| 93. Mauvezin (32249)                    | 94. Miradoux (32253)              | 95. Miramont-Latour (32255)             | 96. Monbrun (32262)                |
| 97. Monclar (32264)                     | 98. Monfort (32269)               | 99. Monguilhem (32271)                  | 100. Monlezun-d’Armagnac (32274)   |
| 101. Montestruc-sur-Gers (32286)        | 102. Montréal (32290)             | 103. Mormès (32291)                     | 104. Mouchan (32292)               |
| 105. Nogaro (32296)                     | 106. Noulens (32299)              | 107. Panjas (32305)                     | 108. Pauilhac (32306)              |
| 109. Perchède (32310)                   | 110. Pergain-Taillac (32311)      | 111. Pessoulens (32313)                 | 112. Peyrecave (32314)             |
| 113. Pis (32318)                        | 114. Plieux (32320)               | 115. Pouy-Roquelaure (32328)            | 116. Préchac (32329)               |
| 117. Puységur (32337)                   | 118. Ramouzens (32338)            | 119. Réans (32340)                      | 120. Réjaumont (32341)             |
| 121. Roquelaure-Saint-Aubin (32349)     | 122. Roquepine (32350)            | 123. Saint-Antoine (32358)              | 124. Saint-Antonin (32359)         |
| 125. Saint-Avit-Frandat (32364)         | 126. Saint-Brès (32366)           | 127. Saint-Clar (32370)                 | 128. Saint-Créac (32371)           |
| 129. Saint-Cricq (32372)                | 130. Sainte-Anne (32357)          | 131. Sainte-Christie-d’Armagnac (32369) | 132. Sainte-Gemme (32376)          |
| 133. Sainte-Mère (32395)                | 134. Sainte-Radegonde (32405)     | 135. Saint-Georges (32377)              | 136. Saint-Germier (32379)         |
| 137. Saint-Griède (32380)               | 138. Saint-Léonard (32385)        | 139. Saint-Martin-d’Armagnac (32390)    | 140. Saint-Martin-de-Goyne (32391) |
| 141. Saint-Mézard (32396)               | 142. Saint-Orens (32399)          | 143. Saint-Orens-Pouy-Petit (32400)     | 144. Saint-Puy (32404)             |
| 145. Salles-d’Armagnac (32408)          | 146. Sarrant (32416)              | 147. Séailles (32423)                   | 148. Sempesserre (32429)           |
| 149. Sérempuy (32431)                   | 150. Sion (32434)                 | 151. Sirac (32435)                      | 152. Solomiac (32436)              |
| 153. Sorbets (32437)                    | 154. Taybosc (32441)              | 155. Terraube (32442)                   | 156. Thoux (32444)                 |
| 157. Touget (32448)                     | 158. Toujouse (32449)             | 159. Tournecoupe (32452)                | 160. Urdens (32457)                |
| 161. Urgosse (32458)                    | 162. Valence-sur-Baïse (32459)    |                                         |                                    |

## Neuordnung der Arrondissements 2017

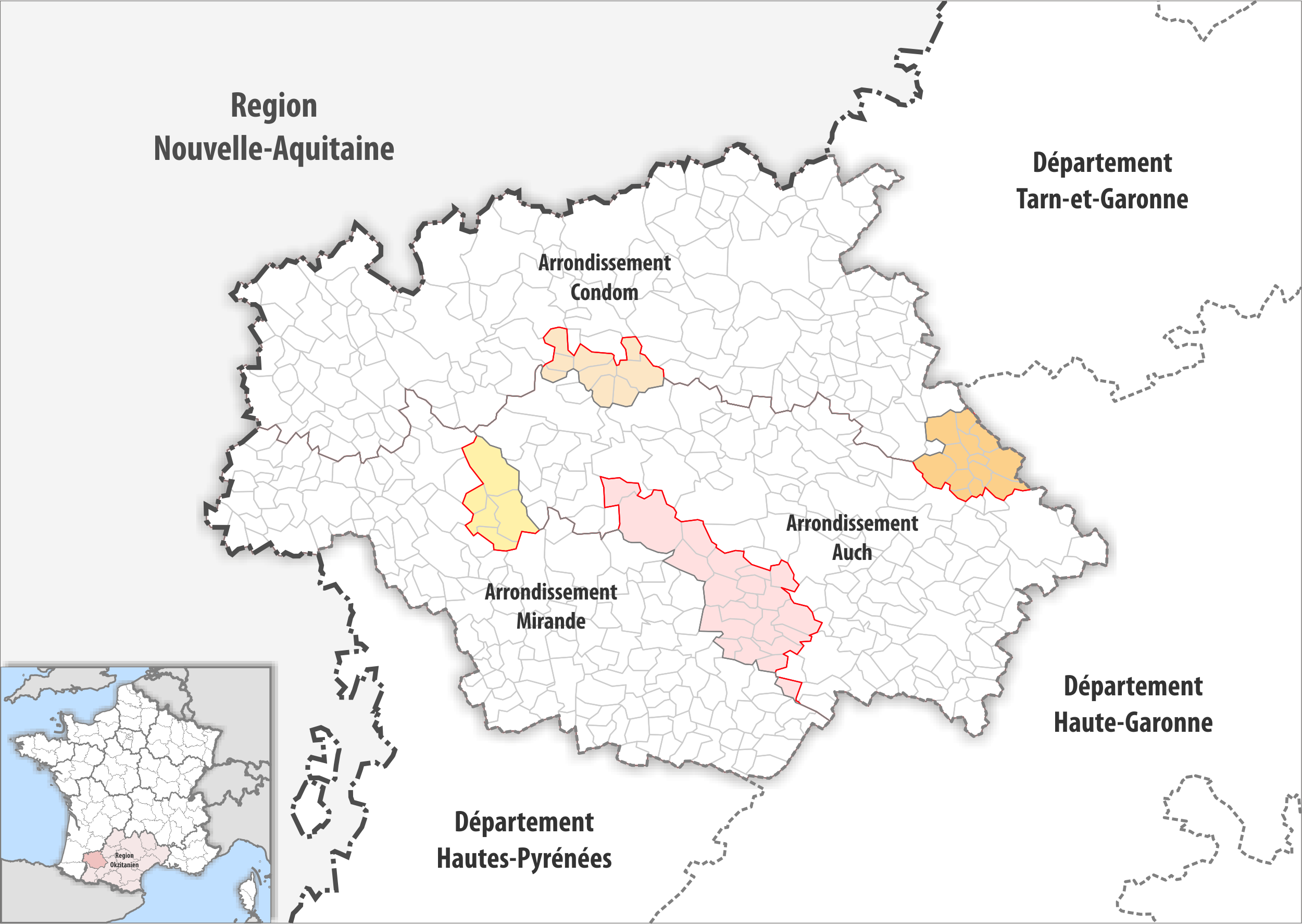
Arrondissementsanpassungen im Jahr 2017

Durch die Neuordnung der Arrondissements im Jahr 2017 wurde aus dem Arrondissement Condom die Fläche der neun Gemeinden Ayguetinte, Bezolles, Bonas, Castéra-Verduzan, Justian, Mourède, Roques, Rozès und Saint-Paul-de-Baïse dem Arrondissement Auch zugewiesen.
Dafür wechselte vom Arrondissement Auch die Fläche der 13 Gemeinden Ardizas, Catonvielle, Cologne, Encausse, Monbrun, Roquelaure-Saint-Aubin, Sainte-Anne, Saint-Cricq, Saint-Georges, Saint-Germier, Sirac, Thoux und Touget zum Arrondissement Condom.

## Ehemalige Gemeinden seit der landesweiten Neuordnung der Kantone
bis 2015: Castelnau-d’Auzan, Labarrère